# 銃皇無尽のファフニール
『銃皇無尽のファフニール』（じゅうおうむじんのファフニール）は、ツカサによる日本のライトノベル。イラストは梱枝りこが担当している。講談社ラノベ文庫（講談社）より2013年7月から2018年3月まで刊行された。2013年4月にティザーサイトが公開され、2013年5月に公式サイトが開設された。
メディアミックス展開として、漫画版が『good!アフタヌーン』（講談社）にて2014年3月（#41号）よりサブロウタの作画で連載されている。なお、物語のプロローグとなるコミック0話は公式サイトや小説第4巻の終わりに掲載されている。また、2014年7月にアニメ化が発表され、2014年9月にはTBS、BS-TBSにて2015年1月より放送されることが発表された。日本国外においては、東立出版社（台湾）より翻訳版が刊行されている。

## 登場人物

### ミッドガル

#### ブリュンヒルデ教室
ミッドガルの中でも実戦で最前線に立ち、ドラゴンを討伐する竜伐担当クラス。クラスのメンバーの歳は15、16歳程度。で学年の縛りはない。
物部 悠（もののべ ゆう）
声 - 松岡禎丞、千本木彩花（幼少期）
本作の主人公。ニブル・ミッドガル共通の軍階級は少尉。16歳。ブリュンヒルデ教室所属で出席番号は8番。12月25日生まれ。元特殊部隊 "D"交戦部隊スレプニル部隊隊長。
世界でただ一人、男の"D"。本来"D"は、ミッドガルに送られるのが普通だが、確保したニブルが情報をアスガルに上げなかったためニブル所属となっていた。
しかし、妹の深月の権力によってミッドガルへ異動となった。
ニブルではスレイプニルという特殊部隊にいた。かつての上司であったロキ少佐とは、時々連絡を取っている。スレプニル時代には悪竜（ファフニール）のコードネームが与えられるほどの実力者。
"D"の中では上位元素生成量が非常に少なく、物質変換した場合で換算しても10kg程度しか作ることが出来ない。しかし、他の"D"から上位元素を借りることができれば、ドラゴンを倒せるほどの巨大な物質変換を行うことができる。
対竜兵装、遺失兵器（ロストウエポン）の使い手でマルドゥークやネルガルを主な武装として使う。なお、リヴァイアサン戦後に万有斥力、フレスベルグ戦後に霊顕粒子を上位元素を介して再現できるようになった。
対竜兵装は過去に取引をしたユグドラシルから得たデータである。ただし副作用としてデータをダウンロードするたびに記憶を失っていくこととなり、最後にはミッドガルに来る前の深月との思い出すら思い出せなくなっていった。当初はダウンロードされる膨大な容量が記憶を上書きしているかのように思われていたが、その実態はユグドラシルが悠の体や精神・記憶をコントロールするために、コンピュータウイルスのような情報も同時に送り込んでいたことが原因であった。記憶を失っていることを深月に隠し通すことを誓い戦っていき、イリス、リーザ、レンと事を知る協力者は増え深月にばれないように対ユグドラシル対策を進める。しかしユグドラシル戦において、取引してることが深月やクラスの皆にばれてしまうが、ユグドラシルの中枢を支配したティアにより記憶を取り戻す。また、二度目のクラーケン・ツヴァイとの戦闘中にイリス、深月、ティア、リーザ、フィリル、レン、アリエラ、キーリ、クラーケン・ツヴァイを見初め、竜紋を蒼く染め、全員に触れたことで自分の同種とした。
ユグドラシルの知識を受け継いだティアとヴリトラによれば、その正体は真のドラゴンの九番目であるナインス・ドラゴンに対する、抗体竜種（カウンター・ドラゴン）の九番目（ノイン）だと言われている。ヴリトラからは権能のような強い力の影響を受けても体が変質せず「変わらない」ことが能力の一端であると考えられている。正確な権能は「宙を定める蒼光（シャマシュ）」。光源（人間で言えば声）によって存在を「定義させる」力である。これによってナインス・ドラゴン＝終焉残滓（エンドマター）に形を与えることが可能。本来はセブンス・ドラゴン＝アボカリプスの力でセブンス・ドラゴンはウロボロスが世界と統合したために人間の誰にでも因子が宿っているが、この権能はそれを発現する為の出力装置のようなもの。
深月とは兄妹の関係であるが、血は繋がっていない。
イリス・フレイア（Iris Freyja）
声 - 日高里菜
本作のヒロインの一人。軍階級は二等兵。16歳。ブリュンヒルデ教室所属で出席番号は7番。7月10日生まれ。
基本的にドジっ娘だが明るく、元気な性格。
海で泳いでいる時に水着を流されてしまい、その水着を探していたところに悠が現れたのが最初の出会い。女しかいない学園に男がいるのが怪しいという理由から、当初は侵入者だと思い込み、信用していなかったが、誤解を解いていくうちに心を開いていく。今では悠に対して好意を抱いているが、ユグドラシルと彼の契約を知り、記憶を失う前の本当の彼が好きなのは深月であるからと、一歩身引いたりもしている。
変換制御力が著しく低く、どんなものでも爆発させてしまう。このため最も頑丈で安定した物質のミスリル生成でさえも爆発により失敗させてしまうことからクラスでは落ちこぼれと呼ばれていた。しかし、空間把握能力や爆発の指向性など、爆発そのものに対する制御能力が著しく優れている点を見出した悠の発案によりこの特性が応用され、現在は強力な爆撃攻撃として活用されるようになった。
架空武装には「双翼の杖（ケリュケイオン）」という魔法の杖をイメージしたものを使用する。しかし、他の娘達のように空中浮遊はできない。バジリスクの終末時間（カタストロフ）完全に継承し、架空武装を介さないで使うことが出来るがドラゴン化が進んでいってしまう。しかし、悠のつがいとなったことで同種のドラゴンになり、人間の姿に戻ることができた。代わりに終末時間の直接生成は不可能になったが、バハムート戦で権能を自覚したことにより、第3の目（サード・アイ）の意図的な発現が可能になった。
能力とは別にアボカリプス因子を人類の誰よりも強く持っているため、光源となる事が可能だが、同時に宙を定める蒼光使用の際に誰よりも力を吸い上げられ、最終的には無に帰ってしまう。上位元素で補う事は可能だが、星の寿命を縮めるほどの量が必要となる。
1年前にリヴァイアサンが引き起こした竜災によって家族を亡くしている。その時に自分が"D"であることを悟り、自らの意志でミッドガルにやってきた。
物部 深月（もののべ みつき）
声 - 沼倉愛美
本作のヒロインの一人。軍階級は中佐。16歳。ブリュンヒルデ教室所属で出席番号は3番。3月3日生まれ。
ミッドガル学園の生徒会長であり、竜伐隊の隊長でもある。このため、学園内でもかなり人気が高いが、過去にドラゴン化した生徒1人を殺したという経歴がある。
物部悠の義妹であり、学園でただ一人の男である悠が風紀を乱さぬように監視・管理をしている。また、物部悠に対しては幼少の頃から好意を抱いていて、元々は結婚の約束を交すような相思相愛の関係であった。しかし学園に編入してからはイリスを始めとして他の女の子と一緒にいることが多くなり、かつユグドラシルにより悠の記憶が一時期失われていたことも影響して交わしたはずの約束が曖昧なものとなってしまい、複雑な心境を抱いている。
架空武装「五閃の神弓（ブリューナグ）」の使用者。世界で唯一、クラーケンの能力であった反物質が使える。これは他の権能と違って倒してから継承されたわけではなく、クラーケンとなった都が自分を倒す為に都が自ら継承させたもの。
幼い頃に両親を事故で亡くしており、隣に住んでいた物部家に養子として引き取られた。この時に、上位元素生成能力に目覚める。更に世界を滅ぼす災厄、ナインスドラゴン＝終焉残滓（エンドマター）に遭遇しており中に終焉残滓が眠っていた。悠の権能によって物部深月として定義されていたが、悠のつがいとなって自らその抗体である第九権能を宿した為に潜伏が不可能となり、溢れ出していた。悠が深月を守ろうとしていた本能は半分はこの為であり、それが失われる事を恐れて自身の第九権能で終焉残滓を自身に封じて自らの死を選んだが、抑えきれずに取り込まれたが悠の説得で取り込んだ終焉残滓全てを放棄した。
リーザ・ハイウォーカー（Lisa Highwalker）
声 - 金元寿子
ブリュンヒルデ教室所属で出席番号は1番。16歳。5月15日生まれ。
クラスのリーダー的存在で誰よりもクラスメイトのことを気にかけている。また、クラスメイトのことを家族同然に見ている。いわゆるツンデレ。クラーケン化した都を討った深月を許していない素振りをしていた。
架空武装「射抜く神槍（グングニル）」の使用者。近接攻撃では直接貫き、雷撃や陽電子砲による遠距離攻撃もできる。
当初は男という理由で悠とは距離を置いていたが、リヴァイアサン戦で勝利を収めてから彼の見方を変えている。学園祭以降、悠への態度が更に変わっている。
フィリル・クレスト（Firill Crest）
声 - 花澤香菜
ブリュンヒルデ教室所属で出席番号は2番。15歳。4月1日生まれ。
趣味は読書で、いつも何かしらの本を持ち歩いており、授業以外はほとんど本を読んでいる。
架空武装「架空の魔書（ネクロノミコン）」の使用者。
エルリア公国の王族であるクレスト家の娘。フレイズマル戦、フレスベルグ戦において自分を守ってくれた悠に対してとても強い好意を抱いており、積極的に悠にアプローチしている。
アリエラ・ルー（Ariella Lu）
声 - 徳井青空
ブリュンヒルデ教室所属で出席番号は5番。15歳。9月27日生まれ。
ボーイッシュでさっぱりとした性格の持ち主。思ったことをそのまま口にする癖がある。
架空武装「牙の盾（アイギス）」の使用者。紛争の多い国で生まれ育った。幼少時からフレスベルグを憎み、子どものころからドラゴン排斥者団体で対人戦の訓練を身につけているが、武器を手にした訓練で教官を殺しかけており、自分の才能に恐怖し武器のいらない格闘術を身につけた。武器を持ったときの実力は悠に匹敵する。
その正体はニブルのスパイである。リヴァイアサン戦時にニブル兵の侵入の手引きをし、スレイプニルを率いて学園長を殺す任を受けていた。
レン・ミヤザワ（Ren Miyazawa）
声 - 内村史子
ブリュンヒルデ教室所属で出席番号は6番。13歳。6月12日生まれ。
基本的に喋ることはなく、会話は小型の携帯端末を使用する。
架空武装「粉砕する灼槌（ミヨルニル）」の使用者。常にパソコンを操作している。携帯端末を使って会話する。
年齢はイリス達よりも下だが、頭脳は天才の領域に達し学年を飛び級しているため、ブリュンヒルデ教室に在籍している。ユグドラシル討伐作戦以降、悠のことを「お兄ちゃん」と呼んでいる。招き猫を集めるのが趣味らしい。
ティア・ライトニング（Tear Lightning）
声 - 佐倉綾音
原作2巻から登場。
ブリュンヒルデ教室所属で出席番号は9番。11歳。10月2日生まれ。本来は初等教育を受ける年齢だが年上ばかりのブリュンヒルデ教室に所属することになった。
架空武装「竜の紅翼（ティアマト）」の使用者。背中から翼を生やし、雷撃等で攻撃する。
バジリスクに見初められた"D"が居るという情報を得たニブルがバジリスクの進行方向にある街を虱潰しに捜索した際に保護され、ミッドガルに収容された。その前はドラゴン信奉者団体に崇められ育ったため、自分は人間ではなくドラゴンであると思い込んでいた。頭部に2本の小さな角がある。
悠のお嫁さんと自称する。過去、とあるマフィア組織に上位元素で宝石を生み出すために捕まっていたところ、悠に助けられたことがあり、その恩義から好意を抱くようになった。キーリにより対ユグドラシルの切り札として育てられ、ユグドラシル戦において中枢を乗っ取ることに成功。ティア・ライトニング・ユグドラシルとなり、ユグドラシルの力と記憶を持ち、本物のドラゴンの存在に辿り着く。
篠宮 都（しのみや みやこ）
声 - 神田沙也加
ブリュンヒルデ教室にかつて所属していた生徒で出席番号は4番。艶やかな黒髪を持っており、大和撫子という表現がしっくりくる。篠宮遥の妹。
深月とほぼ同時期にミットガルへ転入してきた。深月とはルームメイトであり、深月が唯一敬語を使わずに話す仲でもあった程の親友。
2年前クラーケンに見初められ、クラーケン化した。しかし、その魂はクラーケン・ツヴァイ＝紫音の中で眠っており、終焉残滓から生まれたフォース・ドラゴンの核となった肉体を持って復活。その意思はクラーケン化する直前の「深月を守りたいと思う意思」がそのまま具現しているため、深月を守る事を最優先としているが、同時に終焉残滓の世界新生の意思に沿っても行動する。しかし、悠が深月の説得に成功したことで満足し、最後に第九権能の正体を教え、最終決戦でもアンゴルモアの過去を見せた。

### その他
キーリ・スルト・ムスペルヘイム
声 - 井上麻里奈（キーリ・スルト・ムスペルヘイム） / 早見沙織（立川穂乃花）
女性で身長は160cmくらい、年齢や体重、国籍や家族構成は一切不明という曖昧な情報ばかりの人物。
3年前からドラゴン信奉者団体「ムスペルの子ら」のリーダーとして活動している。関わったとされるテロ事件は300件を超え、推定殺害人数は少なく見積もっても10万人を超える。このため災害指定を受け、殲滅の対象となっている。ニブルでは「ドラゴンより多くの人間を殺した魔女」と呼ばれている。ヴリトラが上位元素から作り出した。そのため通常の"D"にはできない生体変換を可能とする。立川穂乃花としてミッドガルに侵入し、ティアを奪還しようと試みたが、失敗に終わった。
当初は悠と敵対する仲であったが、悠がノインだと予感したあたりから好意を抱くようになった。主要な登場人物の中では最も積極的なアプローチを行っており、その中でも夜這いをしようとする、夜這いのとき邪魔が入らないよう強力な睡眠ガスを発生させる、「悠に腹部を刺されたときゾクゾクした」と発言するなど、ヤンデレのような言動をとることがある。ただしティアに対しては悠と同じように大事に思っており、場合によっては悠よりもティアの意志や決断を優先することがある。 11巻でミッドガルに転入し、その後のバハムート戦では主力であるイリスのアシスタントを務めるなど勝利に貢献した。
実際はヴリトラが潜伏していた富士の樹海の死体の一体に宿り生きていた胎児を、ヴリトラがヘカトンケイルの端末として利用した存在。生体変換もヴリトラが意図的に持たせた能力だった。ヴリトラが星の寿命を優先してイリスを二度は救わないと決めた時には本気で激怒し、ヴリトラを倒して権能を奪い取ろうとしたが、ヴリトラの本心を知って断念した。
立川穂乃花
キーリがミッドガルに侵入する際に使った偽名。キーリ本人だが生体変換で身元を偽っていたため、簡単にミッドガルに侵入することができた。原作ではミッドガルで正体を明かしてそのまま姿を消したが、アニメ版ではバジリスク討伐隊についてきて再びティアをバジリスクに捧げようとするも、悠に再度阻まれてバジリスクの未来視の力を教えた後に去っていった。
ジャン・オルテンシア
本名はジャンヌ・オルテンシア。スレイプニルの狙撃手。プラチナブロンドと全てを射抜くかのような金色の瞳が特徴。類まれなる眼を持つ。幸運にすがりつくようにして生きてきた。
女性であるが、悠にだけはそのことを隠していた。スレイプニルの隊長だった頃から悠のことを尊敬しており、フレイズマルとの戦闘によって悠が殺されることを危惧し、命令違反をしてでもキーリを殺そうとするほど、悠への思い入れは強い。
悠とフレイズマル戦でフレイズマルの中身を見てしまい、ロキに疑念を抱き、キーリと行動を共にすることになる。
ユグドラシルの撃破後、クラーケン・ツヴァイの誕生に立ち会った事でクラーケン・ツヴァイからは母として慕われる。その為、クラーケン・ツヴァイが紫音としてミッドガルに転入した後は保護者として転入する。男性的な外見から、他の女生徒からは猛烈な人気となった。
その類まれなる眼は古代人の能力を色濃く受け継いだためで、古代兵器マルドゥークと相性が良かったため、バハムート戦、及びアンゴルモア戦ではマルデュークのサブリンカーとして活躍した。
紫音・ツヴァイ・篠宮
クラーケン・ツヴァイのこと。当初、髪はミスリルでできていたが、悠のつがいとなったことで紫色になった、外見年齢は小学校低学年くらいの少女の姿をしている。知能は高く、片言ではあるが既に日本語で会話をすることができる。ジャンヌと悠になついており、それぞれママ、パパと呼び慕っている。
マユミ
眼鏡をかけた、真面目そうな女の子。ミストルテインの降下作戦で、ティアが作った友達。グリムゲルデ教室所属。悠が学園で初めてあいさつされた子。

#### 教育者
篠宮 遥（しのみや はるか）
声 - 山口立花子
悠たちが所属しているクラスの担任。年齢は20歳前後。軍階級は大佐。ミッドガルの司令官であり、"D"関連の授業全てを受け持っている。
かつて竜伐隊の隊長を務めており遥自身も"D"であったが、今は"D"としての力を失っている。
シャルロット・B・ロードと血の契約を結んでおり、彼女の血を体内に取り込んでおり、常人より高い回復能力を持つ。
シャルロット・B・ロード
声 - 松田利冴
ミッドガルの学園長。年齢は悠より年下のように見えるが、経験値は悠よりもはるかに多く、そのオーラは退役間近の古強者に似た落ち着きがある。
ミッドガルのことをハーレムと呼び、自分は男に興味がないと豪語している。さらに身体検査が早く終わった悠を、女子の身体検査を一緒に覗きにいかないかと提案するほどの女好き。自らを灰のヴァンパイアと名乗り、人類を支配する権能を持つ。
マイカ・スチュアート
声 - 東内マリ子
シャルロットの専属秘書。シャルロットが暴走した際のストッパー役も兼ねている。すごい力の持ち主で、シャルロットを片手で持ち上げることができる。その上戦闘技術も高く、体の重心からして武装もしている。シャルロットと血の契約を交わしている為、半分不死である。

### ニブル
ロキ・ヨツンハイム
声 - 檜山修之
ニブル時代の悠の上司。軍階級は少佐。今でも時々悠と連絡を取っている。悠を発見した時にミッドガルへ情報を上げず自らの部下とした。彼のことをファフニールと呼び誰よりも彼に固有している。シャルロットの父親とよく似た外見で、シャルロットの父親の双子のうちの弟の孫。11月21日生まれ。
フレイズマル
ロキ直属の護衛。戦闘能力はとても高く、全身を装甲服で包んでおり、喋らないことから得体の知れない部分が多い。悠は昔、彼の戦闘を見ることがノルマだった。
実際は廃棄因子によって変質され、気体となってしまった人間である。
ディラン
声 - 斧アツシ
階級は少将。対バジリスク用大型兵器「ミストルテイン」を完成させ、バジリスクを倒すことに全力を注いでいた。孫に弱いおじいちゃんのような人でもある。
スレイプニル
"D"との交戦を想定した特殊部隊。稀有な才能を持つ少年で構成されている。もともとは悠を含めて9人いた。
いつも隊員を仲裁し、纏め上げていた隊長の物部悠。部隊内で最も聡く、頭脳に秀でたクナト・クティノス。ずばぬけた怪力をもつオッテル・アクス。オッテルと毎日のように喧嘩をしていた格闘戦のエキスパートのレギン・クラップ。四六時中話しかけてきて鬱陶しいおしゃべり、ロビン・ダルク。真面目で規則にうるさく、別の意味で喧しいシグルト・グラム。異様なほどマイペースで、空気を読まず諍いに火を注ぐランスロット・イグナイト。ストイックで、どんな状況でも黙々とトレーニングを始め、我関せずを貫く、ナタク・ユエ。悠に“悪竜”のコードネームが与えられたころに入った、類稀なる“目”を持つジャン・オルテンシア。この9人から成り立っていたが、現在は7人のみ。

### その他の人物
アルバート・クレスト
フィリルの祖父。エルリア公国の民主化を推し進めとても豊かな国へと変化させたことから、国内では英雄のような存在となっている。また、フィリルが"D"として覚醒した時には"D"の人権保護を呼びかけミッドガルの独立を支援し、"D"の収容所から自治教育機関としての十分な体制が整うまでフィリルをアスガルに引き渡すのを拒み続けるなど、とても孫想いな部分もある。
宮沢 健也（みやざわ けんや）
日本でドラゴンに関する研究を行っており、アスガル極東支部第一研究所の所長を務めている人物。レンの実の父親で、アリエラを人身売買で買った人物。レンの父親であることよりも、研究者でいることを考えている。何故かいろいろなことを知っている。
マーク・ハイウォーカー
リーザの実の父親。いかにも紳士といった感じの人。ハイウォーカーグループのトップ。
リンダ・ハイウォーカー
リーザの実の母親。リーザがそのまま年を重ねたような感じの人。
ファリエル・クレスト
フィリルの母親。エルリア公国の現王妃。
アルフレッド・クレスト
フィリルの父親。エルリア公国の現国王。
レオナルド
本名レオナルド・B・ロード。シャルロットの父親。一度核戦争を止めた人物。ロキの父親と刺し違えて死んでいた。先代のヴァンパイア。
物部良美
物部悠の実の母親｡
物部櫂
物部悠の実の父親｡深月を養子として引き取ることを提案した。
オハギ
物部の実家で飼っている黒猫｡悠が拾ってきた。世話をあまりしていないのに悠に1番懐いている。
ロキの父親（英雄）
本名は不明。過去にシャルロットの父親と刺し違えて死んでいた。その後、ニブル内で「英雄」と呼ばれている。

## 用語

### "D"関連
"D"
ヴリトラが現れたのと同時期に現れた異能の子供たちの総称。タイプ・ドラゴンとも呼ばれる。
ヴリトラと同じく、上位元素生成能力を備えており、何もないところから上位元素を生成し、任意の物質に変換することが出来る。この能力は経済的価値が高く、過去には"D"を取り合う戦争が起こったこともある。このことから国連は"D"をドラゴンの一種と断定し、国際機関アスガルが世界全体の資源として管理することを決めた。
現在では"D"なくして産業は成り立たないとされ、ミッドガルからの供給がストップすると、すでに枯渇しかかっている資源の値段は一気に跳ね上がると言われている。また、世界中で竜災を引き起こすドラゴンを倒しうる可能性があるとされるのも、現在のところ"D"のみとされている。
"D"の発生率はヴリトラが通過した場所ほど高くなる傾向があり、ヴリトラが最初に現れた日本では最も多くの"D"が生まれている。このため、ミッドガルにはアジア系の少女が比較的多い。ミッドガル内の公用語が日本語になっているのもこれが理由となっている。また、第二次性徴期前後の子供が"D"になりやすいため、15〜16歳程度の"D"は数が多い。逆に幼い"D"は少ない。
"D"には竜紋と呼ばれるあざが必ず存在する。上位元素生成量によって竜紋の大きさは異なる。ドラゴンに見初められた者の竜紋は変色する。竜紋が変色した"D"が見初めたドラゴンに接触すると、接触したドラゴンに変貌するということがクラーケン戦で確認されている。当時は見初められた"D"がドラゴンに変化するということは判明していなかったため、ミッドガルの役割を根本から変えざるを得なくなるほど衝撃的なものとなった。
ヴリトラは"D"をドラゴンのつがいとすることでドラゴンを量産する計画に基づいて作り上げており、"D"の能力について、「その身をドラゴンに変革させるためにあり、体が成熟すれば能力を失うのは道理」と、言っている。が、第九ドラゴンとなった悠は元々人間だった為に悠のつがいとなっても人間のまま、どころかドラゴン化しかけていたイリスは人間に戻り、半ドラゴンだったクラーケン・ツヴァイも人間化した。また、上位元素の生成能力も生涯失われないだろうとされている。
上位元素（ダークマター）
"D"とヴリトラのみが生成することのできる万能因子の総称。この世界におけるありとあらゆる物質や現象に変化することができる。最も応用範囲が広い物質転換は空気で、指向性や圧縮率を変換時に調整すれば、攻撃だけでなく防御や移動にも使用することができる。元々は滅んだ世界を戻すために存在したが、一度戻したことによりもう一度戻すには量が足りなくなった。"D"がドラゴンに変化するときにも使われている。その正体は星の生命力そのものであり、過度の消費は星の寿命を縮める。しかし、"D"が扱う物質化程度であれば影響はほとんどない。
上位元素理論
学者が立てた仮説の名称。上位元素はどんな物質でも現象でもなく、物理的な定義でいえば存在すらしていない物質となる。このため普通の人間には感覚すらないが"D"は感覚により理解することができる。このことから立てられた仮説が上位元素理論となる。
上位元素は三次元世界において任意のものへ変換することができることから、一つ次元が上の物質であると考えられている。上位元素を四次元物質と仮定すると、存在を定義するために必要な軸は4本となる。4本目の軸が何であるかははっきりとはしていないが、生成者の意志によって在り方が変わることから、精神に近い何かであるという説が有力となっている。正体は星の生命力である為、完全に正解でもないが、近い部分までは達していたと言える。
ミスリル
本作に登場する物質の一つ。上位元素を用いることでしか作ることができない。理論上は最も頑丈で安定した物質で、生成に失敗しても比重が異なったり近い金属に変換する程度となる。クラーケンの触手がオリジナル。
災害指定
"D"の能力がマフィアやテロリストに使用されるのは珍しいことではないが、稀に"D"自らが率先して悪事を行うことがある。その"D"をマークするための行為が災害指定となる。災害指定された"D"は人間としての扱いを受けず殲滅対象となる。その例がキーリである。
ドラゴン信仰団体
ドラゴンを神と崇める団体。元は、ドラゴンに襲われることの恐怖心から「自分はドラゴンを崇めている」という安心感を得るための心のよりどころにもなってしまっている。大きな組織は「ムスペルの子ら」。
ドラゴン排斥団体
「ドラゴンは人類の敵であるため、排除しなければならない」という考えを持つ、ドラゴン信仰団体とは正反対の組織。ニブルとのかかわりを持つ組織もある。

### ドラゴン
25年前、何の前触れもなく日本上空に出現した正体不明の巨大生物。移動するだけで甚大な被害をまき散らす。世界のどの国のニュース番組でも、ドラゴンたちが発生させる竜災とその被害予測に関する話題は最優先に報道されるほど影響と被害は大きい。このように表向きは竜災として扱われているが、正しくは後述の「本物のドラゴン」に対抗するためにガイアが生み出した抗体竜種(カウンター・ドラゴン)である。本物のドラゴンに対して特効力を有しており本来は世界を守るための存在であった。しかし現代で竜災を撒き散らしているのは、抗体竜種が戦うべき相手を見失ったために抗体が世界を傷つけだすことが原因であると考えられている。

#### 抗体竜種（カウンタードラゴン）
過去8回あった真の災厄の際に一回一回作られたドラゴン。例はヴリトラ、ユグドラシル、リヴァイアサンなど、権能を持っているドラゴン。抗体権能を宿す抗体竜種が生まれる条件は種族、資質関係なしに最初に真の災厄を直接見た個体が抗体竜種になると言われる。抗体権能を得た者は、何をするべきか理解しているらしい。
不明
世界そのもの。
権能は不明。
抗体竜種としての番号は一番目（アイン）。
グリーン・ドラゴン / "緑"のユグドラシル
声 - 堀勝之祐
ガイア最古の竜種、トゥーエ（セカンドドラゴン）。アハト（現在の人間）による呼称はキスカヌ（先代）もしくはユグドラシル。
北欧神話に登場する巨大樹ユグドラシルが名前の由来となっている。
樹木に酷似した外見をしているが、普通の植物と違い根のような足で移動することができる。本体は霊体であり、樹木の肉体を壊されても他の樹木を媒体に何度でも肉体を構築できる為、滅ぼすには世界中の植物を焼き払うしかなく、実質滅ぼす事は不可能。
ノルウェーの山岳地帯に出現し、デンマークとドイツの国境付近で動きを止めていた。
権能は全知回路（アカシックレコード）。情報を集積、回収する力でその一環として電気を操り、電子機器や上位元素にハッキングを仕掛ける事が出来る。
抗体竜種としての番号は二番目（トゥーエ）。
他のドラゴンを殲滅する為に悠に対竜兵器のデータを脳に書き込む味方と思われていたが、実際は強硬に生存戦略を進め、悠にもデータと同時にウイルスのようなものを仕込んで記憶を消し、いざとなればコントロールさえ可能としていた敵だった。また、ヴリトラとも敵対していて、一度はヘカトンケイル共に消滅したと思われたが、悠がリーザにも情報共有を始めた事で本格的に悠達と敵対。悠に潜ませていた一部から端末を送り込んだが、イリスの終末時間で殲滅された。その後、本体がヴリトラが潜伏していた富士の樹海に出現。ヴリトラの上位元素を取り込んで巨大化していったが、悠の霊顕弾で霊体を引きずり出された後、対竜兵装の砲撃で中枢にダメージを与えられた後、ティアに中枢を乗っ取られた。
"碧"のキスカヌ
ユグドラシルの先代。ヴリトラに情報を与えた者。7回目の災厄によって姿を消した。
権能は全知回路（アカシックレコード）
抗体竜種としての番号は二番目（トゥーエ）。

イエロー・ドラゴン / "黄"のフレスベルグ
フレスベルグという名前は神話にも登場し、魂を喰らう魔鳥であると語られている。
神話の通り、魂を実体化させて喰らうことができる。
権能は霊顕粒子（エーテルウィンド）。粒子内では魂が実体化し、肉体を持つものは魂に縛られて行動不能になる。自身も粒子の壁を張っている為、物理的な干渉を受けない。
抗体竜種としての番号は三番目（ドライ）。
ヴリトラがキーリをフレスベルグのつがいにするために竜紋を変質させたため、エルリア公国に現れたが、前王の魂を喰らった後にフィリルに標的を変更。その後、エルリアの大瀑布におびき出され、霊顕粒子を彼岸を貫く方舟（ノア）で破られて討伐された。
"金"のフェニックス
フレスベルグの先代。
権能は霊顕粒子（エーテルウィンド）。
抗体竜種としての番号は三番目（ドライ）。

ホワイト・ドラゴン / "白"のリヴァイアサン
旧約聖書に登場する海中の怪物リヴァイアサンが名前の由来となっている。
太平洋を周遊している、斥力を操りあらゆる攻撃を防ぐ高い防御力を持つドラゴン。
権能は万有斥力（アンチグラビディ）。
抗体竜種としての番号は四番目（フィーア）。
作中では最初に襲撃してくるドラゴンで、イリスを見初めた事で周遊から外れてミッドガルに迫り、最終防衛ラインも抜くが悠の対竜兵装天を閉ざす塔（バベル）で討伐された。
"銀"のティアマト
リヴァイアサンの先代。ティアの名前の由来にもなったドラゴン。かつての大昔にマルドゥークに討たれた。
権能は万有斥力（アンチグラビディ）。
抗体竜種としての番号は四番目（フィーア）。

レッド・ドラゴン / "赤"のバジリスク
ヨーロッパの想像上の生物であるヘビの王バジリスクが名前の由来となっている。
その体は赤みを帯びたダイヤモンドの鱗に覆われており、眼から放たれる光線、カタストロフはあらゆるものを風化させる。背中にある第三の眼(サードアイ)から5秒間の間、最大照射を行うことができる。
長い間サハラ砂漠で眠りについていたためミッドガルによって討伐計画が練られていたが、2巻の際に活動を再開した。
権能は終末時間（カタストロフ）。時間そのものを吹き飛ばして風化させる。通常の目からの照射では1秒に約二千年、第三の眼からの照射は1秒に約一万年を吹き飛ばす。
抗体竜種としての番号は五番目（フユンフ）。
ティアを見初めた事で移動を開始し、無人の火山島での討伐戦が開始。ニブルのミストルテインの投下作戦では第三の眼による最大照射でこれを撃破、続くブリュンヒルデ隊の火山と水平線を盾とした射程外からの攻撃も第三の眼で退ける。第三の眼に耐えられる防壁で強化したミストルテインも撃破するが、それを見越したブリュンヒルデ隊の一斉攻撃と悠の対竜兵装天を閉ざす塔（バベル）で討伐された。

パープル・ドラゴン / "紫"のクラーケン
2年前に討伐されたドラゴン。伝説上のクラーケンが由来。
触手はミスリルによってできており、紫色の眼球から放たれる反物質弾はあらゆる物体を消滅させることができる。2年前に物部深月に討伐された。
権能は絶対矛盾（アブソリュート）。
抗体竜種としての番号は六番目（ゼクス）。

ブラック・ドラゴン / "黒"のヴリトラ
25年前に突如現れた1体目のドラゴン。
国際機関アスガルは、ブラック・ドラゴンが古代インドの聖典に登場する"宙を覆う者（ヴリトラ）"と同種である可能性が非常に高いと発表した。以後、ブラック・ドラゴンは「"黒"のヴリトラ」と呼ばれるようになった。
権能は上位元素（ダークマター）。
抗体竜種としての番号は七番目（ズィーベン）。
"創造神"ウロボロスと同一の存在だが、世界を再構成する際に大半の力と本来の自我を失っており、ヴリトラはかつての自分を先代と呼び、今の自分と区別している。
ユグドラシルとは敵対しており、自身の上位元素はハッキングされてしまう為に富士の樹海に本体を隠し、ヘカトンケイルを操っていたが、ティアがユグドラシルを乗っ取った為に地上に出てキーリを幼くしたような人間体の姿で会談を申し出る。が、当初〝終焉〟のアンゴルモアとの戦いにおいて"D"をドラゴンのつがいとし、第二、第三と世代を重ねるドラゴン量産化計画で対抗しようとしていた為、クラーケン・ツヴァイの出現で計画が進んでいる事を察知して会談を決裂。クラーケン・ツヴァイの討伐を阻止しようと完全な上位元素の物質体の肉体を持って敵対するが、悠の廃棄因子で殺されかけた後、ティアに上位元素生成能力を封じられた上、クラーケン・ツヴァイが悠のつがいとなった事で計画は破綻した。キーリが加わって以後は彼女の監視下に置かれ、リトラという偽名でブリュンヒルデ教室の生徒になる。
当初はヘカトンケイルを二度も退けた悠をイレギュラーと呼んで敵視しており、第九権能である事も否定していたが、悠を監視していた中で第九権能を持っている事を認めて相棒と呼ぶようになり、最終決戦では自身の権能の一部を与えた。また、世界の抗体としての役割を重視し、人間の趣味嗜好、人間同士の感情も理解していなかったが、イリス達と付き合ううちにそれも理解していき、イリス達も大切な存在と認めるようになる。口では世界の存続を優先してイリスの終焉化を二度は止める事はしないと言ってはいたが、最終的にイリスの消滅に納得できず、自身の上位元素すべてを使ってイリスを助けた。そのまま消滅したかと思われたが、物質化していた人間体は残り、そちらに宿って生き残った。が、上位元素の生成能力を失った事で引きこもり体質になってしまった。
"創造神"ウロボロス
ヴリトラの先代。ガイアを喰らい新たな命を得ようとした〝災化〟のアポカリプスを上位元素で世界を修復する際に混合し、来たる〝終焉〟のアンゴルモアとの戦いのための切り札にしようとした。その際に "創造神"ウロボロスは大半の力と本来の自我を失い、その残滓が "黒"のヴリトラとなった。

グレー・ドラゴン / "灰"のヴァンパイア
不老不死に近い自己治癒力を持つ。人間を支配することができる力を持ちながら、人間に対して友好的な姿勢を示している。シャルロット・B・ロードおよび、彼女の父親のこと。
ドラゴンとは少し異なる存在で、自身がドラゴンであるかは定かでないと述べている。
自分の体液を媒体にし対象を一時的に半不死身にしたり、血液を相手の体内に送り込み相手を支配することもできる。
権能は支配。
抗体竜種としての番号は八番目（アハト）。

クリア・ドラゴン / "無色"のファフニール
人間という共通属性による量子共振、その同調状態における因果律への限定干渉を可能とする権能。つまり人間の運命を捻じ曲げて強制的に死を確定することができる。不完全な権能では物部悠のように直接的に殺害を行うための行動をとることが必要となるが（この際に人間の死をイメージすることが権能発現の鍵となる）、完全な権能に近くなると想像するだけで相手を殺すことが可能となり、最終的には知覚した生命を殺すことすら可能となる。発動条件は"自分と相手が共通の属性である事"の為、権能所持者が相手と同じ存在になれば人間以外にも効果を発揮する。
八番目に生まれた権能だが一度も使われることがなかったため完全な形で発現せず、初代ファフニールの死後、弱体化した形で拡散し、継承されていった。このためヴリトラなどからは廃棄権能（コード・ロスト）や廃棄因子とも呼ばれる。
ロキ少佐の研究によって拡散された廃棄因子が、再び物部悠やフレイズマルなどの人物に収束することとなる。
抗体竜種としての番号は八番目（アハト）。

#### 複合竜種（ハイブリッド・ドラゴン）
"D"とドラゴンの間にできた竜種。第二世代は"D"とつがいになったドラゴンの権能を合わせ持ち、同時にすべての"D"をつがいにできる。そこでできる第三世代は普通のヒトとの交配が可能になるらしい。
クラーケン・ツヴァイ
篠宮都とクラーケンの間にできた複合竜種（ハイブリッド・ドラゴン）。ミスリル製ワイヤーの髪を持ち、眼から反物質を放ち、上位元素も扱える。外見が篠宮都に非常に似ている。"D"とドラゴンの間にできた、第二世代の複合竜種。

#### その他のドラゴン
ブルー・ドラゴン / "青"のヘカトンケイル
伝説上の巨人ヘカトンケイルが名前の由来となっている。
幾度攻撃を受けても復元し、体全てを吹き飛ばされても復活することから、今では誰もがその行く手を阻むことを無意味であるといい、戦う力のある大国でさえも立ち向かうことはない。ヘカトンケイルから身を守るには進行方向上から避難し、やり過ごすことが最も賢明であると言われている。ドラゴンの一体に数えられているが、実はヴリトラの創り出した架空武装である。
権能（厳密には違う）は不死不滅(アンデッド)

### 本物のドラゴン
作中において、本物のドラゴンとは「世界を滅ぼす存在」として定義されており、必ずしも姿格好が存在するわけではない。ガイアには過去八度の大きな厄災があったとされているが、どのような基準で厄災と見なされるのかは曖昧でありはっきりしない。例えば、エイス・ドラゴンとは人間のことであるが、「世界を滅ぼしかねない文明を手にした」という理由で厄災とされており、明確な意図をもって世界を滅ぼす存在だけが厄災と見なされるわけではないようである。ヴリトラやキスカヌによれば、回数が増すたびに脅威レベルが増加していっているようであり、九回目の厄災をもってガイアの全生命が滅びるであろうと予想されている。
ファースト・ドラゴン/〝死界〟のゲヘナ
一度目にガイアに訪れた厄災。寿命を終えし異界。その正体はガイアに押し寄せた外敵の総称。
セカンド・ドラゴン/〝究慧〟のアトランティス
二度目にガイアに訪れた厄災。無限を超えた来訪者。人間の祖先。最初にガイアにたどり着いた災厄。旧文明を管理運営していた最高位の機械知性〝究慧〟のアトランティスと旧文明の遺跡の地下深くに保存されていた石板の表面に刻まれていた二種類の記号で構成された文字列から復元されたその核となる部分であるアトラのことを示す。どんな環境下でも、旧文明人の外敵を排除するために駆動する抗体兵器（カウンター・ウェポン）である旧文明人の外敵の排除のために駆動する〝機竜〟（デウス・ドラゴン）マルドゥークを切り札とする。〝機竜〟（デウス・ドラゴン）マルドゥークの主機関は過観測式次元エンジンであり、擬人的な特異点を作り出して動力とするもの。そのため、全く同じエンジンが二機稼働した場合、特異点同士がつながりエネルギーが流出する。
サード・ドラゴン/〝真滅〟のラグナロック
三度目にガイアに訪れた厄災。神々を喰らう黄昏。 その正体は霧。精霊、幻獣、悪魔や天使、旧き神々などの高位存在である精神生命体を喰らうことができる。〝住民〟がいない場合、その存在を保つことができない。〝最高神〟と呼ばれるコアの役割を果たす精神生命体が死ぬと消滅する。不可知領域の出現で復活した際は、身の丈は十メートルを超え、全身に荘厳な武器を纏った巨神がコアとなっていた。
フォース・ドラゴン/〝重震〟のノヴァ
四度目にガイアに訪れた厄災。抗えぬ揺らぎ。その正体は超重力という現象であり、中核として物質が必要となる。虹色の光輪によって重力に干渉する。不可知領域の出現で復活した際は、篠宮都がコアとなっていた。
フィフス・ドラゴン/〝恒生〟のバハムート
五度目にガイアに訪れた厄災。単完なる絶対生命。周囲から熱を吸収し、成長、再生、自己進化を行う巨竜。不可知領域から現れた当初は巨大な心臓と網目状の血管のみだったが、戦艦ナグルファルの攻撃のエネルギーを吸収し、漆黒の翼と硬質な輝きを持つ長い尾を持つ体長約一万メートルのドラゴンの姿となる。
シックス・ドラゴン/〝異暁〟のナイアラトテップ
六度目にガイアに訪れた厄災。定まらぬ混沌。不定形の金属生命体。構成物質はミスリルに近いが、それ以上の耐久力を誇る。反物質以外では破壊できない。
セヴンス・ドラゴン/〝災化〟のアポカリプス
七度目にガイアに訪れた厄災。暴虐の波濤。世界を一度滅ぼした災厄。その正体は終焉残滓に最も長い間抗った〝宙を定める蒼光（シャマシュ）〟という力を持つ高次生命体。その高次生命体がガイアに辿り着く寸前で力尽き、終焉残滓に呑み込まれて災いと化したもの。アポカリプスによって世界は喰われたが、ヴリトラの先代であるウロボロスによって新生しようとしているアポカリプスは混合され、個として新生することは無かった。
エイス・ドラゴン/〝霊超〟のヒューマノイド
八度目にガイアに訪れた厄災。再臨した叡智。現在の人間。
ナインス・ドラゴン/〝終焉〟のアンゴルモア
九度目にガイアに訪れた厄災。未来の滅び。約束された終末。別の世界で生まれた創造種が堕ちた存在で、那由多の終わりを呑み込み、他世界そのものを喰らう闇と化した怪物。終焉残滓（エンドマター）で構成される。アガルタのデータベースには、〝堕ちた創造種〟もしくは〝大罪種〟と呼ばれる七体の罪深き悪魔の一体で〝暴食〟の大罪種であると記されている。  その一部は物部深月の中に眠っていたが、不可知領域によって出現した〝真滅〟のラグナロック、〝恒生〟のバハムート、〝異暁〟のナイアラトテップが倒された時点で〝重震〟のノヴァの核である篠宮都を核にして統合した。〝宙を定める蒼光（シャマシュ）〟によって与えられた形は肉も皮も内蔵もない、意識を宿す脳すら存在しない、生物の残骸が寄り集まっただけの死竜。九つの頭を持つ。〝消えたくない〟という意思のみで世に留まる妄念のため、破壊という概念が通用しない。その正体は〝創造神アンゴルモア〟。別の世界で生まれ、進化し、新天地へと飛び立つ力を得た〝創造種〟の一体。白銀の鱗に覆われた翼竜の姿を持つ。己の創り上げた世界の生命が〝創造種〟に至り、世界から巣立っていくことを望んでいたが、資源が枯渇し、世界が終焉へと近づく中でアンゴルモアは費やした数十億年が無駄になったことに絶望した。星の全生命を生きたまま取り込み、新たな世界を求めて旅立ったが、途中で寿命を迎え、終焉を迎える。死と終わりを否定したアンゴルモアの我が子への憐れみと同情は、いつしか生への渇望へと変わり、自らの終焉を遠ざけるために我が子を喰らったことで、その甘美さを知り、生きることではなく、食べることに取り憑かれた化け物と化した。真の姿は輪郭は翼竜そのままで、表皮が剥がれ落ちた状態。透明な結晶体の骨の内部を血液のように光が流れている。
終焉残滓（エンドマター）
アンゴルモアが扱う終焉に向かう力そのもの。星の生命力で物質を生み出す上位元素に対し、物質を終焉に向かわせて完全に消滅させるという全く逆の性質を持つ。その為、終焉残滓の所持者が上位元素を扱うと物質生成の途中で爆発する。既に終わってしまった存在である為、時間を吹き飛ばす性質を持つ終末時間（カタストロフ）に至っては吹き飛ばす時間そのものがない為に全くの無意味。消し去るには第九権能で形を与えてから破壊するしか方法がない。

### 国家・組織
日本
"黒のヴリトラ"が最初に出現した場所で、"D"という存在が最初に確認された国。最もドラゴンと関係の深い国であることから、ドラゴンを信奉する人々にとっては聖地に等しく、ドラゴンや"D"を排斥しようとする人々にとっては全ての元凶であり呪われた地とされている。また、ニブルにとってはドラゴン討伐の拠点が多くある国でもある。
日本の首都である東京にはその両極端な思想を持つ人々が多く集まり、新興宗教的性質を持つ団体がいくつも存在しており、ドラゴン信奉団体とドラゴン排斥者団体による小競り合いが社会問題となりつつある。
東京は25年前にヴリトラが出現したことによってかなりの被害を受けており、復興の際に大規模な区画整理を行っている。そのため25年前とそれ以降では街の風景が全く異なる。特に、東京タワーはそのまま解体されてしまった。
エルリア公国
フィリルの祖国。西ヨーロッパの内陸部に位置する小国。希少資源の輸出で近年目覚ましい経済成長を遂げている。
周囲は高い山で囲まれており、外部との交通はほとんど空路に頼っている。陸路は基本的に山越えとなり、山間を通る河川は流れが速く国の外へ出るだけの一方通行だったため、空港ができるまでは周囲から完全に取り残されており、「陸の島国」と呼ばれていた。
何百年もの間エルリア公国はクレスト家が統治していたが、フィリルの祖父であるアルバート・クレストが王に即位した時に、自ら権力を手放した。その結果、エルリア公国は民主化の道を歩むようになり、希少な資源が採掘できる国有地を民間に開放したこともあって、とても豊かな国に変貌を遂げた。第二次世界大戦後に独立するまでは大国の一領地で、王様も独立前は大公様と呼ばれていたことから、独立後も公国がその当時の名残として残されている。
また、"D"の人権回復やミッドガルの自治権獲得に多大な貢献をしており、現在もミッドガルへ巨額の寄付を行っている。ミッドガルへの出資額は"D"の発生率が最も高い日本と、エルリア公国が群を抜いて高い。このことから"D"にまつわる近代史の授業ではエルリア公国の名前がよく登場する。さらに竜災と経済不況で苦しんでいたヨーロッパ諸国へも多額の援助を行っており、周辺諸国に強い影響力を発揮している。
葬儀とお祭りは同じものであるというのがエルリア公国の考えであり、死者は賑やかに天国へ送り出してあげるのが習慣となっている。
有名な観光スポットは「エルリアの大瀑布」という滝と、「エルリア」城という文化財にも登録されている中世風の城。王族は条件さえ満たせば重婚、同性婚も可能である。
アスガル
国境を越えて発生するドラゴン関連の諸問題に対処するために20年前に設立された国際機関。傘下には軍事組織ニブルと教育機関ミッドガルの二つの組織が存在する。
非常時はアスガル指示の下で合同作戦を行うことが想定されている。このため、ミッドガルの学園生にもニブルと共通した軍階級が与えられている。
軍事組織ニブル
対ドラゴン戦を想定した武装・戦術の研究開発や、日常的に起こる竜災害への対応を行っている軍事組織。悠が所属していた組織でもある。
ドラゴンが通過したことで治安が乱れた国や地域を武力で平定させるのが、ニブルの活動の上で最も大きなウエイトを占めている。また、世界中の"D"を保護という名目でとらえ、ミッドガルに隔離するのも仕事の一つとなっている。
教育機関ミッドガル
"D"を集め管理をし、教育を行うための自治教育機関。元々は、"D"の「隔離」施設であった。しかし、当時は幼かった"D"も、月日とともに成長して人権を主張し始める。有名な財閥や国家の王族にも"D"が現れたのを契機に、ミッドガルは「教育」機関として独立した。
"D"ミッドガルの基本的な役割は"D"に教育をすることだが、2年前のクラーケン戦より、メスに飢えたドラゴンを返り討ちにするための迎撃要塞の役割を兼ねるようにもなっている。少し前まではニブルの管理下にあったが、現在は完全に対等な立場になっている。
日本の遥か南、赤道付近に位置する直径数㎞程度の小さな孤島を徹底的に改造し学園を作った。周辺には環状多重防衛機構（ミドガルズオルム）という自動迎撃システムが設置されており、許可のない船舶や航空機は容赦なく排除される。
敷地内には3階建の校舎が4つ並んでいるが全校生徒は70人ほどしかいないため、殆どが物置や空き教室となっている。教室はブリュンヒルデ教室、ゲルヒルデ教室、ヘルムヴィーゲ教室、シュヴァルトライテ教室、オルトリンデ教室、ジークルーネ教室、ヴァルトラウテ教室、グリムゲルゲ教室、ロスヴァイセ教室の9つに分かれており、通常は年齢によって分けられているがレンのように極めて頭が良い者やティアのように事情があって例外的に配属されている者もいる。各教室の名前は北欧の戦乙女（ワルキューレ）から取られており、"ドラゴンに立ち向かう乙女"という意味も込められている。
ミッドガルの大きな特徴として、生徒一人ひとりにノート型の個人端末が与えられる。端末には教科書などの授業に使うもの全てがインストールされている。また、生徒一人ひとりが口座を持っており、最低限の生活費に加えて、依頼物資の生成やニブルの任務に従事した時に支払われる給与、成績に応じての報酬が振り込まれる。希少金属やエネルギー資源の物質変換を身に付けるのがお金を稼ぐ近道とされている。更に、学生証は身分証明の他にも買い物で使うことが出来る。支払いの際の上限は口座にある分までとなっている。
一度ミッドガルへ入った"D"は自身の能力が消滅するまでは、ミッドガルから外へ出ることは出来ない。これは"D"を様々な悪意から遠ざけるためと、普通の人間を"D"から護るための2つの理由からなっている。悠のつがいとなった事で能力が消滅する事が無くなったブリュンヒルデ教室の面々はこれが生涯適用される恐れが出ているが、撤廃する方向で進めようとはしている。
ムスペルの子ら
世界最大のテロ組織。ドラゴン信奉者が集まっており、ドラゴンを倒そうとしている国や組織にテロを仕掛け活動を妨害し続けている。当然ながらアスガルやミッドガルも対象となっており、竜災が起こった地域に入り込み布教活動を行うため、ニブルと衝突することも少なくない。
ハイウォーカー・グループ
リーザの実家が運営する西ヨーロッパの大財閥。多数の企業を傘下に収めており、中にはニブルで使用される武器の多くを製造する軍需産業を担う企業もある。また、ミッドガルの大口スポンサーでもある。
アスガル極東支部第一研究所
東京にあるアスガルの研究所。宮沢健也が所長を務めている。ビル一つが全て研究所になっており、地下は5階、上は20階まである。
アスガル西洋第4支部
フィリル暗殺の際に、フレイズマルの乗っていたヘリの識別ナンバーがここのものだった。キーリとジャンヌはここでヘカトンケイルの情報を得た。
ファフニール計画
ニブルで密かに行われていると噂になっている計画。ドラゴンが特殊な能力を持つように人間にも何か失われた力があるのではという期待から始まったとされる。その研究の結果、廃棄因子が発見された。
廃棄権能（コードロスト）の仮説
ファフニール計画と内容が酷似している仮説

## 武器

### 架空武装
ジークフリート
物部悠の架空武装。装飾銃の形状をしている。
五閃の神弓（ブリューナグ）
物部深月の架空武装。弓の形状をしている。
夜裂く刃（クサナギ）
篠宮都の架空武装。なぎなたの形状をしている。
双翼の杖（ケリユケイオン）
イリス・フレイアの架空武装。杖の形状をしている。
射抜く神槍（グングニル）
リーザ・ハイウォーカーの架空武装。槍の形状をしている。
架空の魔書（ネクロノミコン）
フィリル・クレストの架空武装。本の形状をしている。
粉砕する灼槌（ミヨルニル）
レン・ミヤザワの架空武装。大きなハンマーの形状をしている。
牙の盾（アイギス）
アリエラ・ルーの架空武装。手甲の形状をしている。
竜の紅翼（ティアマト）
ティア・ライトニングの架空武装。竜の翼の形状をしている。
渦炎界（ムスペルヘイム）
キーリ・スルト・ムスペルヘイムの技。周囲に不可視の大きさの上位元素を生成し、熱エネルギーに変換。それを攻防に利用する。

### 遺失兵器（ロストウェポン）
マルドゥーク
対ドラゴン戦での切り札として、物部 悠が幾度と使用する対竜兵装である。ユグドラシルより得た兵器データの中でも、本兵装は現在の科学技術ではどうやっても再現不可能であるとされ、"D"の力を使って構築するときも他の"D"から上位元素を借り受ける必要がある。遥か過去に存在した前文明のテクノロジーであるとされ、現代にはそのデータは一切残存していない。本来のマルドゥークは多数の種類の砲台からなる巨大な兵器であるが、"D"の力を使って構築してもその全てを完全に構築することができず、砲台の一部分のみを必要最小限に構築するという手法で戦いに使用している。
その真の姿は、外宇宙を含むどのような環境下でも旧文明人の外敵の排除のために駆動する″機竜 "（デウス・ドラゴン）マルドゥークと呼ばれる戦艦である
天を閉ざす塔（バベル）
リヴァイアサンを殲滅したマルドゥークの主砲。広範囲に超重力の断層を作り出し、射線上にあるあらゆるものを押し潰す重力兵器。マルドゥークの砲台の中ではノアと共に、ニブルによって現代に再現されている。12巻でマルドゥークの復活により完全に再現された。威力は単体運用時の比ではない。発射後は砲身の冷却とエネルギーの再充填が必要。
境界を焼く蒼炎（メギド）
ヘカトンケイルを殲滅したマルドゥークの特殊火砲。爆発に巻き込んだものを原子レベルで分解する殲滅兵器。本来、上位次元にいるヴリトラに攻撃は効かないにも関わらず次元の境界を超え、ダメージを与えた。
彼岸を貫く方舟（ノア）
フレスベルクを殲滅したマルドゥークの念式連装砲。砲手の思念を増幅し、放つ兵器。高密度に圧縮された精神波は微量の未確認媒介粒子でも具現化し、物理的な干渉力を得ることができる。ノアのみ小型なことから作中では唯一ほぼ完全な形で構築している。
星を呑む風穴（アビス）
ヴァンパイアの作り出した赤い霧を消し飛ばしたマルドゥークの亜空還噴進砲。本来存在しえない同座標の亜空間を無理やり生み出し、そこにあったものや周囲のものを、亜空間ごと世界の修正力によって消し去る自壊兵器。
楽園を分かつ境界（エデン）
12巻で初登場。完全構築されたマルドゥークの下部に搭載されている模様。これまでの対竜兵装と違い防御兵器で、形状はビットである。バハムートの最大出力の攻撃を防ぎきった。
ネルガル
旧文明の対人兵装で、射出式のスタンガンである。対人制圧用の非殺傷兵器であるが、かなり危険な代物。命中すれば確実に相手の意識を奪い、仮に目覚めても数時間はまともに歩くことができなくなるほどの威力を持つ｡前文明型のAT（アーキタイプ）と現在型のMP（マスプロダクションモデル）の2つがある。
エンリル
弾丸が特殊な振動を付加する兵器。旧文明の対甲兵装で、装甲の内部に対し強力な振動を与えることで被弾者に対しダメージを与える。構造が複雑すぎるがゆえに現代技術では量産化できなかった。
イシュタル
旧文明の対物兵装。高威力長射程のアンチマテリアルライフル。ネルガル同様に、ATとMPがある。

### その他の武器
ウルク73E
ニブルの戦車などに用いられている対爆装甲。
ダマスカス09P
ニブルで使われている対物装甲。
ゲイボルグ
対ドラゴン用ICBM （大陸間弾道ミサイル）。最高速度はマッハ40を超え、先端部分にはミスリルが使用されている。ニブルの切り札のひとつ。
戦術高エネルギーレーザー
レーザー兵器であるため、速度はゲイボルグより大きく上回る。ミドガルズオルムにも使われている。
ミストルテイン
ニブルが開発した対バジリスク用の大型爆弾。ミスリルを用いて耐久力を厳密に計算し、バジリスクまで到達するように設計されている。だがバジリスク戦ではバジリスクまで届かず、カタストロフの閃光を受け消滅した。
戦艦ナグルファル
ニブルがミッドガルへの強制査察の際に旗艦となった戦艦。旧文明（アトランティス）の遺産を現文明で可能な限り再現したもの。主砲は（マルドゥークの物）バベルのレプリカ。ノアのレプリカも装備しており、ニブル兵数万名の精神を直結した最大出力であればオリジナルの通常射出も上回るが、過負荷が強すぎて崩壊する。

## 制作背景
本作のタイトルでもある「ファフニール」は、作中では「悪竜」という意味で使用されている。本作について著者のツカサは、企画が始動したのは2013年の2月で、「とりあえず何か、ドラゴンが出てくる物語を書きたい！」という話を担当編集者にしてプロット案を凄まじい勢いでやり取りし、気が付いたら本作ができあがったと語っている。担当編集者も通常作者とやり取りを始めてから作品の完成に至るまでに数カ月の期間を要するが、本作はわずか20日足らずという異例のスピードで完成に至ったことを明かしている。

## 既刊一覧

### 小説
講談社ラノベ文庫より刊行。日本国外においては、東立出版社（台湾）より翻訳版が刊行されている。
| 巻数   | タイトル                                             | 第1刷発行日（発売日）        | ISBN                                     |
| ------ | ---------------------------------------------------- | ---------------------------- | ---------------------------------------- |
| 1      | 銃皇無尽のファフニール 1 ドラゴンズ・エデン          | 2013年7月2日（同日[17]）     | 978-4-06-375312-7                        |
| 2      | 銃皇無尽のファフニール 2 スカーレット・イノセント    | 2013年10月2日（同日[18]）    | 978-4-06-375326-4                        |
| 3      | 銃皇無尽のファフニール 3 クリムゾン・カタストロフ    | 2013年12月27日（同日[19]）   | 978-4-06-375351-6                        |
| 4      | 銃皇無尽のファフニール 4 スピリット・ハウリング      | 2014年4月2日（同日[20]）     | 978-4-06-375363-9                        |
| 5      | 銃皇無尽のファフニール 5 ミドガルズ・カーニバル      | 2014年7月2日（同日[21]）     | 978-4-06-375379-0                        |
| 6      | 銃皇無尽のファフニール 6 エメラルド・テンペスト      | 2014年10月2日（同日[22]）    | 978-4-06-381406-4                        |
| 7      | 銃皇無尽のファフニール 7 ブラック・ネメシス          | 2014年12月26日（同日[23]）   | 978-4-06-381435-4                        |
| 8      | 銃皇無尽のファフニール 8 アメジスト・リバース        | 2015年4月2日（同日[24][25]） | 978-4-06-381453-8 （通常版）             |
| 8      | 銃皇無尽のファフニール 8 アメジスト・リバース        | 2015年4月2日（同日[24][25]） | 978-4-06-358756-2 （ドラマCD付き限定版） |
| 9      | 銃皇無尽のファフニール 9 セルリアン・エンゲージ      | 2015年7月2日（同日[26]）     | 978-4-06-381472-9                        |
| 10     | 銃皇無尽のファフニール 10 インビジブル・サクセサー   | 2015年10月30日（同日[27]）   | 978-4-06-381499-6                        |
| 11     | 銃皇無尽のファフニール 11 プリズマティック・ガーデン | 2016年4月1日（同日[28]）     | 978-4-06-381528-3                        |
| 12     | 銃皇無尽のファフニール 12 ダークネス・ディザスター   | 2016年8月2日（同日[29]）     | 978-4-06-381550-4                        |
| 13     | 銃皇無尽のファフニール 13 スターダスト・クライ       | 2017年2月2日（同日[30]）     | 978-4-06-381582-5                        |
| 14     | 銃皇無尽のファフニール 14 レインボウ・ピース         | 2017年6月2日（同日[31]）     | 978-4-06-381607-5                        |
| 15     | 銃皇無尽のファフニール 15 アンリミテッド・シャイン   | 2017年11月2日（同日[32]）    | 978-4-06-381624-2                        |
| 短編集 | 銃皇無尽のファフニール EX インフィニティ・ワールド   | 2018年3月30日（同日[33]）    | 978-4-06-511545-9                        |

### 漫画
2013年10月にコミカライズの決定が発表され、2014年3月（#41号）から2016年1月号まで『good!アフタヌーン』（講談社）にて連載された。
漫画はサブロウタが担当する。
| 巻数 | タイトル                 | 発売日            | ISBN              |
| ---- | ------------------------ | ----------------- | ----------------- |
| 1    | 銃皇無尽のファフニール 1 | 2014年10月2日[35] | 978-4-06-387998-8 |
| 2    | 銃皇無尽のファフニール 2 | 2015年1月7日[36]  | 978-4-06-388024-3 |
| 3    | 銃皇無尽のファフニール 3 | 2015年7月7日[37]  | 978-4-06-388068-7 |
| 4    | 銃皇無尽のファフニール 4 | 2016年3月7日[38]  | 978-4-06-388128-8 |

### 画集
2018年6月29日に画集が発売された。
| タイトル                            | 発売日            | ISBN              |
| ----------------------------------- | ----------------- | ----------------- |
| 梱枝りこ画集 銃皇無尽のファフニール | 2018年6月29日[39] | 978-4-06-511912-9 |

## テレビアニメ
2014年7月に本作のアニメ化が発表され、2015年1月から3月までTBSほかにて放送された。なお、オープニングテーマを担当するTRUSTRICKもゲスト声優として参加しており、メンバーのBillyは本作が声優初挑戦となる。

### スタッフ
- 原作 - ツカサ（講談社ラノベ文庫刊）[10]
- 原作イラスト - 梱枝りこ[10]
- 総監督 - 草川啓造[10]
- 監督 - 高橋順[10]
- シリーズ構成・脚本 - 江夏由結[10]
- キャラクターデザイン・総作画監督 - 安田祥子[10]
- クリーチャーデザイン・アクション作画監督 - 相坂直紀[10]
- エフェクト作画監督 - 福島秀機[10]
- 美術監督 - 武藤正敏[10]
- 色彩設計 - 林由稀[10]
- 撮影監督 - 伊藤康行[10]
- CGディレクター - 佐藤淳也[10]
- 編集 - 小島俊彦[10]
- 音響監督 - 飯田里樹[10]
- 音楽 - R・O・N[10]
- 音楽制作 - 日本コロムビア[10]
- 音楽プロデューサー - 植村俊一[10]
- プロデューサー - 田中潤一朗[10]、伊藤洋平[10]、植村俊一[10]、有馬茂晃[10]、中目孝昭[10]、吉川敦史[10]、藍谷厚史[10]
- アニメーションプロデューサー - 江里口武志[10]
- アニメーション制作 - ディオメディア[10]
- 製作協力 - 講談社[10]、日本コロムビア[10]、第一興商[10]、diomedea[10]、日音[10]、レイ[10]、ダックスプロダクション[10]、日本ナレーション演技研究所[10]
- 製作 - 銃皇無尽のファフニール製作委員会[10]、TBS[10]

### 主題歌
オープニングテーマ「FLYING FAFNIR」
作詞・作曲 - 神田沙也加 / 編曲 - Billy / 歌 - TRUSTRICK
エンディングテーマ「Ray of bullet」
作詞・作曲・編曲 - 園田智也
歌（第1話 - 第11話） - イリス・フレイヤ（日高里菜）、物部深月（沼倉愛美）
歌（第12話） - イリス・フレイヤ（日高里菜）、物部深月（沼倉愛美）、リーザ・ハイウォーカー（金元寿子）、アリエラ・ルー（徳井青空）、レン・ミヤザワ（内村史子）、ティア・ライトニング（佐倉綾音）

### 各話リスト
| 話数   | サブタイトル                 | 絵コンテ          | 演出              | 作画監督                                                 |
| ------ | ---------------------------- | ----------------- | ----------------- | -------------------------------------------------------- |
| 第1話  | 竜園のミッドガル             | 高橋順            | 筑紫大介          | 相坂直紀、飯飼一幸 池田竜也、藤田正幸                    |
| 第2話  | 白のリヴァイアサン           | 山本秀世          | 矢野孝典          | 森悦史、武本大介 池原百合子、宇津木勇                    |
| 第3話  | 咆哮のファフニール           | 齋藤昭裕          | 齋藤昭裕 高橋順   | 相坂直紀、近藤瑠衣 山崎愛、飯飼一幸                      |
| 第4話  | 竜人のティア                 | 安藤良            | 安藤良            | 夏野庸、深野敏彦 金銀河、李宰昱 朴常昱                   |
| 第5話  | 禍焔のムスペルヘイム         | 高橋知也          | 矢名みどり        | 粟井重紀                                                 |
| 第6話  | 紅翼のティアマト             | 筑紫大介 高橋順   | 畠山茂樹          | 相坂直紀、池原百合子 宇津木勇、武本大介 中山和子、森悦史 |
| 第7話  | スカーレット・イノセント     | 高橋順            | 高橋順 矢野孝典   | 相坂直紀、菊川孝司 重松晋一、飯塚葉子                    |
| 第8話  | 侵攻のバジリスク             | 吉田泰三          | 佐藤和麿          | 相坂直紀、飯飼一幸 藤田正幸、池田竜也 白石悟             |
| 第9話  | 絶海のフロントライン         | ワタナベシンイチ  | 伊藤史夫          | 韓承煕、石丸史典 野村治嘉、望月俊平                      |
| 第10話 | 赤色のカタストロフ           | 高橋知也 黒瀬里美 | ワタナベシンイチ  | 粟井重紀、深野敏彦 飯塚葉子、遠藤省二                    |
| 第11話 | 天墜のミストルテイン         | 水野和則          | 矢野孝典 畠山茂樹 | 小島絵美、白石悟 千光土海登、飯塚葉子                    |
| 第12話 | アンリミテッド・ファフニール | 高橋順            | 高橋順            | 相坂直紀、飯飼一幸 池田竜也、白石悟                      |

### 放送局
| 放送期間                      | 放送時間                     | 放送局             | 対象地域   | 備考                    |
| ----------------------------- | ---------------------------- | ------------------ | ---------- | ----------------------- |
| 2015年1月9日 - 3月27日        | 金曜 2:16 - 2:46（木曜深夜） | TBSテレビ          | 関東広域圏 | 製作局                  |
| 2015年1月9日 - 3月27日        | 金曜 3:30 - 4:00（木曜深夜） | CBCテレビ          | 中京広域圏 |                         |
| 2015年1月11日 - 3月29日       | 日曜 1:30 - 2:00（土曜深夜） | BS-TBS             | 日本全域   | BS放送                  |
| 2015年1月11日 - 3月29日       | 日曜 1:53 - 2:23（土曜深夜） | チューリップテレビ | 富山県     |                         |
| 2015年1月12日 - 3月30日       | 月曜 1:30 - 2:00（日曜深夜） | サンテレビ         | 兵庫県     |                         |
| 2015年1月26日 - 4月13日       |                              | TBSチャンネル1     | 日本全域   | CS放送 リピート放送あり |
| 2015年11月4日 - 2016年1月20日 | 水曜 23:00 - 23:30           | AT-X               | 日本全域   | CS放送 リピート放送あり |

| 配信期間                | 配信時間           | 配信サイト         |
| ----------------------- | ------------------ | ------------------ |
| 2015年1月12日 - 3月30日 | 月曜 22:00 - 22:30 | ニコニコ生放送     |
|                         | 月曜 22:30 更新    | ニコニコチャンネル |
| 2015年1月20日 - 4月7日  | 火曜 12:00 更新    | バンダイチャンネル |

### BD / DVD
| 巻 | 発売日        | 収録話          | 規格品番 | 規格品番  | 規格品番  | 規格品番  |
| 巻 | 発売日        | 収録話          | BD限定盤 | BD通常盤  | DVD限定盤 | DVD通常盤 |
| -- | ------------- | --------------- | -------- | --------- | --------- | --------- |
| 1  | 2015年3月25日 | 第1話 - 第2話   | XT-3351  | COXC-1121 | XT-3361   | COBC-6751 |
| 2  | 2015年4月22日 | 第3話 - 第4話   | XT-3352  | COXC-1122 | XT-3362   | COBC-6752 |
| 3  | 2015年5月27日 | 第5話 - 第6話   | XT-3353  | COXC-1123 | XT-3363   | COBC-6753 |
| 4  | 2015年6月24日 | 第7話 - 第8話   | XT-3354  | COXC-1124 | XT-3364   | COBC-6754 |
| 5  | 2015年7月22日 | 第9話 - 第10話  | XT-3355  | COXC-1125 | XT-3365   | COBC-6755 |
| 6  | 2015年8月26日 | 第11話 - 第12話 | XT-3356  | COXC-1126 | XT-3366   | COBC-6756 |

### CD
| 発売日        | タイトル      | 規格品番                                   |
| ------------- | ------------- | ------------------------------------------ |
| 2015年1月14日 | FLYING FAFNIR | COZA-997/8（TYPE-A） COCA-16961（TYPE-B）  |
| 2015年1月28日 | Ray of bullet | COZC-1013/4（限定盤） COCC-16971（通常盤） |

### Webラジオ
『ファフニールラジオ〜ミッドガル学園放送部』のタイトルで、2015年1月15日から4月24日までTBS公式サイトにて配信されていた。2014年12月24日にはプレ配信が行われた。パーソナリティは沼倉愛美（物部深月 役）、日高里菜（イリス・フレイア 役）。
ゲスト
- 第2回（1月16日） - 松岡禎丞
- 第3回（1月23日） - 金元寿子
- 第5回（3月6日） -  徳井青空
- 第7回（3月27日） - 佐倉綾音